# Деве Баїр
Деве Баїр (мак. Деве Баир) — місцевість у Македонії та пункт пропуску через македонсько-болгарському кордоні. Знаходиться у 22 км від м. Крива Паланка. Інша назва місцевості — Рамна Нива. З болгарського боку розташоване село Гюєшево.

## Етимологія
Назва має турецьке походження і перекладається як «верблюжий пагорб», що зумовлено рельєфом місцевості, схожим на силует двогорбого верблюда.

## Галерея

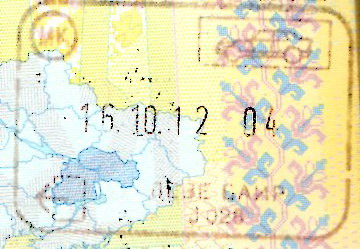
Штамп пункту пропуску "Деве Баїр"

.
| Прапор Північної Македонії | Це незавершена стаття про Північну Македонію. Ви можете допомогти проєкту, виправивши або дописавши її. |